# Provincia Soria
Soria este o provincie în Spania, în comunitatea autonomă Castilia-Leon. Capitala sa este Soria.

Diviziunile Provinciei Soria